# Knicks de New York
Maillots
Actualités
Les Knicks de New York (New York Knicks en anglais) sont une franchise américaine de basket-ball évoluant dans la National Basketball Association (NBA), basée dans l’arrondissement de Manhattan à New York. Elle est détenue par la holding Cablevision. Les Knicks concourent au sein de la NBA en tant que membre de la Division Atlantique de la Conférence Est. L’équipe joue ses matchs à domicile au Madison Square Garden, une salle qu’ils partagent avec les Rangers de New York de la Ligue nationale de hockey (LNH). Ils sont l’une des deux équipes de la NBA situées à New York; l’autre équipe étant les Nets de Brooklyn. Aux côtés des Celtics de Boston, les Knicks sont l’une des deux équipes originales de la NBA encore situées dans leur ville d’origine.
L’équipe, fondée par Ned Irish en 1946, était l’un des membres fondateurs de la Basketball Association of America (BAA), qui est devenue la NBA après la fusion avec la National Basketball League (NBL), compétition rivale, en 1949. Les Knicks ont connu du succès au cours de leurs premières années et ont été constants en playoffs. À partir de 1950, les Knicks font trois apparitions consécutives en finales NBA, toutes perdantes.
Ce n’est qu’à la fin des années 1960, lorsque Red Holzman est devenu entraîneur, que les Knicks commencent à regagner de leur ancienne domination. Holzman mène avec succès les Knicks à deux titres NBA, en 1970 et 1973. Les Knicks des années 1980 connaissent un succès mitigé qui comprenait six apparitions en séries éliminatoires, mais ils n’ont participé à aucune finale.
Les Knicks des années 1990 sont menés par le futur Hall of Famer Patrick Ewing. Cette époque est marquée par des rivalités passionnées avec les Bulls de Chicago et les Pacers de l'Indiana.
Depuis 2000, les Knicks luttent pour retrouver leur glorieux passé. Ils remportent leur premier titre de division depuis 19 ans en 2013, emmenés par un duo d'attaquants composé de Carmelo Anthony et Amar'e Stoudemire. Ils sont finalement éliminés en demi-finale de conférence par Indiana, et doivent attendre la saison 2020-2021 pour apparaître de nouveau en playoffs.

## Nom et couleurs

### Origines
Le nom de la franchise, Knicks, est la contraction de Knickerbockers, d'après Father Knickerbocker, symbole populaire de la ville de New York issu d'un livre de Washington Irving, et qui était présent sur le premier logo du club. Le terme Knickerbocker est fortement attaché à la ville de New York et désigne également les plus anciennes familles de la ville, qui descendraient des premiers colons hollandais. Le nom des Knickerbockers de New York avait déjà été utilisé par l'une des premières équipes organisées de baseball, fondée en 1845.
Les Knicks arborent principalement la couleur bleu sur leur maillot lors de matchs joués à domicile. Le bleu est associé à l'orange et au blanc que l'on retrouve sur le drapeau de la ville.

### Maillots
Depuis 2017, Nike fournit l'ensemble des tenues aux équipes de NBA. Les maillots « domicile » et « extérieur » ont alors été remplacés par une collection plus fournie, pouvant servir aussi bien en déplacement qu'à domicile et portant les noms « association », « icon », « statement » ou « city ». Certaines équipes disposent en plus d'une version « classic », reprenant le design d'anciens maillots.

## Historique de la franchise
Les Knicks sont fondés en 1946 à New York, avec 10 autres franchises, à la création de la BAA (qui deviendra la NBA 3 ans plus tard). De ces franchises originelles, les Knicks sont avec les Celtics de Boston la seule franchise à n’avoir jamais déménagé. Le Madison Square Garden, souvent occupé par les matchs de basket universitaire et de hockey sur glace, poussent les Knicks à jouer la plupart de leurs matchs à domicile au 69th Regiment Armory. Durant les premières saisons, les Knicks ne disputent pas le titre NBA en dépit de résultats corrects. On peut néanmoins noter la performance de Carl Braun, alors rookie en 1947-1948, qui marque 47 points face à Providence. Cette performance devient alors le record de points marqués par un rookie en un match. Ce record est maintenant détenu par Wilt Chamberlain avec 58 points.
Avant la saison 1949-1950, la fusion de la BAA avec la NBL donne naissance à la NBA.

### 1950-1967: des débuts difficiles
Pour la saison 1950-1951, les Knicks font signer le premier joueur noir américain de la ligue : Nathaniel Clifton. Sans Braun, parti faire son service militaire, et en dépit d’un bilan de 36 victoires pour 30 défaites à la fin de la saison régulière, les Knicks parviennent jusqu’en finales NBA face aux Royals de Rochester. Les Royals remportent les trois premières manches, mais les Knicks se ressaisissent et gagnent les trois suivantes, poussant la série à un septième match décisif. Lors de ce match, le score est de 75 partout à 40 secondes de la fin. Bob Davies, joueur des Royals, marque alors deux lancers-francs. Les règles de l’époque jouaient la balle en entre-deux après un lancer-franc. Les Royals récupèrent le ballon et le conservent jusqu’à la fin du match pour remporter finalement le titre sur un score de 79 à 75.
Les deux saisons suivantes, les Knicks atteignent de nouveau les finales NBA, grâce à des joueurs tels que Harry Gallatin, Dick McGuire et Carl Braun, pour perdre à chaque fois contre les Lakers de Minneapolis.
Durant la saison 1953-1954, Harry « The Horse » Gallatin prend 33 rebonds face aux Pistons de Fort Wayne. Seul Willis Reed égale ce record de la franchise en 1971. Les Knicks terminent cette saison avec 44 victoires pour 28 défaites mais n’arrivent pas à atteindre les finales. Cette saison amorce un déclin long de dix ans. Jusqu’en 1958-1959 les Knicks atteignent à chaque reprise les playoffs, sans jamais accéder aux finales. Mais au fil des années le bilan annuel s’érode. Durant la saison 1959-1960, les Knicks ne remportent que 27 victoires et ne vont pas en playoffs pour la première fois de leur existence. Paradoxalement, les Knicks établissent leur record historique en marquant 117 points de moyenne par match. Cette saison, face à Syracuse, Richie Guerin, auteur de 57 points, devient le premier joueur des Knicks à marquer plus de 50 points dans un match. Mais la défense new-yorkaise est désastreuse, avec près de 120 points de moyenne encaissés par match. Le 24 janvier, les Hawks de Saint-Louis marquent 155 points face aux Knicks (record de points encaissés par la franchise). L’année suivante, les Knicks ne remportent que 21 victoires, plus faible record de la franchise. Les années suivantes ne sont guère plus reluisantes. Le 2 mars 1962, Wilt Chamberlain des Warriors de Philadelphie marque 100 points face aux Knicks, record encore aujourd’hui en vigueur.
La sélection de Willis Reed à la draft 1964 va enfin permettre aux Knicks de décoller. Son impact est immédiat : le pivot est élu rookie de l’année et les Knicks remportent pour la première fois en 5 ans plus de 30 victoires en saison régulière. Le bilan de 31 victoires pour 49 défaites ne permet certes pas à New York de rallier les play-offs, mais les Knicks semblent enfin être sur la bonne voie.
Deux ans plus tard, en 1966-1967, les Knicks retrouvent les play-offs, emmenés par Willis Reed (nommé dans la All NBA Second Team) et Dick Van Arsdale.

### 1967-1973: l’ascension jusqu’aux titres

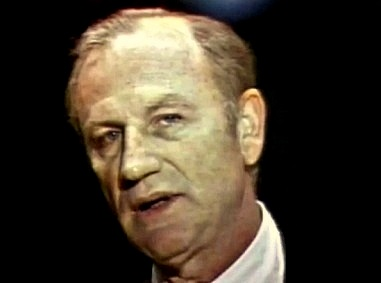
Red Holzman mena les Knicks à gagner deux titres de champion NBA en 1970 et 1973

À la mi-saison 1967-1968, l’entraîneur Dick McGuire est remplacé par William « Red » Holzman. L’impact est spectaculaire : alors à 15-22 les Knicks terminent la saison avec un 28-17 sur la seconde partie de la saison. Avec 43 victoires au total, les Knicks réalisent leur première saison à plus de 50 % de victoires depuis 9 ans. À la fin de la saison régulière, Phil Jackson est nommé dans la All Rookie team.
Le succès continue la saison suivante avec 54 victoires synonyme d’une troisième place dans l’Eastern Division. Le 19 décembre ils échangent Walt Bellamy contre Dave DeBusschere. New York chute en playoffs face à Boston. Mais l’ascension des Knicks est amorcée.
En 1969-1970, les Knicks remportent 60 victoires grâce à une défense de fer et à un jeu très collectif. Willis Reed est nommé MVP, Red Holzman entraîneur de l’année. New York arrive sans encombre jusqu’en finales NBA, où ils affrontent les Lakers de Los Angeles de Jerry West et Wilt Chamberlain. La série est très disputée et va jusqu’à la septième manche décisive. Willis Reed, blessé lors du cinquième match est considéré comme indisponible pour le reste des finales. Mais il prend finalement part à la septième manche pour donner le souffle nécessaire à son équipe. New York remporte le match et le premier titre de son histoire, Reed est élu MVP des finales.
L’équipe des Knicks est redoutable entre Walt Frazier, Willis Reed, Dick Barnett, Dave DeBusschere et Bill Bradley : ces quatre joueurs ont leurs maillots retirés aux Knicks. Les Knicks chutent cependant en finales de conférences face aux Bullets de Baltimore, lors de la dernière manche, à domicile, avec seulement 2 points d’écart. Les Bullets avaient remporté 10 matchs de moins que les Knicks lors de la saison régulière.
Au début de la saison 1971-1972 les Knicks acquièrent Earl « The Pearl » Monroe. Son jeu spectaculaire séduit le public du Madison Square Garden. Shooteur accompli, il enregistre une moyenne de 16 points sur sa carrière à New York, avant d’avoir son maillot retiré et d’entrer au Hall of Fame à la fin des années 1980. La défense solide des Knicks leur permet d’atteindre les finales NBA face aux Lakers de Los Angeles. Bien qu’ayant remporté la première rencontre, New York s’effondre et laisse passer les quatre manches suivantes et par la même occasion le titre.
Les Knicks prennent leur revanche en 1972-1973 : ils retournent en finales face aux Lakers et remportent la série en perdant le premier match mais en remportant les quatre manches suivantes.

### 1973-1985: le déclin
En 1973-1974, les Knicks sont battus par les Celtics de Boston en finales de Conférence. La saison suivante, New York, avec 40 victoires en saison régulière, est sous la barre des 50 % pour la première fois en 8 ans. Les deux saisons suivantes sont exactement du même ordre.
L’entraîneur Red Holzman est remplacé au début de la saison 1977-1978 par Willis Reed : l’équipe repasse juste la barre des 50 % en saison régulière avec 43 victoires. Cette saison est la seule saison complète effectuée par Bob McAdoo au sein des Knicks, arrivé de Buffalo la saison passée, et transféré à Boston dans le courant de la saison suivante. Durant cette saison, McAdoo marque plus de 26 points de moyenne. Seul Richie Guerin avait fait mieux au début des années 1960. Durant l’intersaison, les Knicks sélectionnent Micheal Ray Richardson avec le quatrième choix de la draft (repêchage).
L'année 1978-1979 commence mal, et les Knicks limogent Willis Reed pour faire revenir Red Holzman. L’équipe ne finit qu’avec 31 victoires. Pour la première fois dans l’histoire des Knicks, aucun joueur ne participe au All-Star Game.
En 1979-1980 l’équipe s’améliore légèrement et achève la saison régulière sur un bilan de 39 victoires. Michael Ray Richardson mène alors la ligue aux passes décisives et aux interceptions. À la fin de cette saison, le pivot Bill Cartwright est nommé dans la All Rookie Team en compagnie de Larry Bird et Magic Johnson. L’équipe semble revigorée et remporte 50 matchs durant la saison 1980-1981. Mais l’illusion ne dure qu’un an et les Knicks retombent à 33 victoires en 1981-1982. Red Holzman prend alors sa retraite.
Il est remplacé par Hubie Brown qui mène la franchise à 44 victoires pour 38 défaites en 1982-1983. En séries éliminatoires, les Knicks passent un tour avant d’être éliminés par les futurs champions, les Sixers de Philadelphie.
Bernard King arrive durant l'intersaison 1983 en provenance de Golden State, en échange de Richardson. Avec 26,3 points de moyenne (cinquième en NBA), il est nommé dans la All-NBA First Team tandis que les Knicks remportent 47 matchs. Le premier tour des play-offs face aux Pistons de Détroit est mémorable, la série s’achevant au terme d’une prolongation lors du cinquième match décisif. King enregistre une moyenne de 42 points sur ces 5 matchs.
En 1984-1985, Bernard King devient le premier Knicks à mener la ligue aux points. Mais sa carrière prend un tournant dramatique quand il se blesse le genou droit en mars. Les ligaments déchirés, King part en rééducation pendant 2 ans. Cet évènement est fatal à New York qui perd douze matchs d’affilée après la blessure de King. Les Knicks ne remportent que 24 victoires cette saison.
Cette fin de saison catastrophique a néanmoins un avantage : elle offre aux Knicks le premier choix de la draft (repêchage) 1985, avec lequel ils sélectionnent le pivot Patrick Ewing.

### 1985-1991: Patrick Ewing, le nouveau leader des Knicks

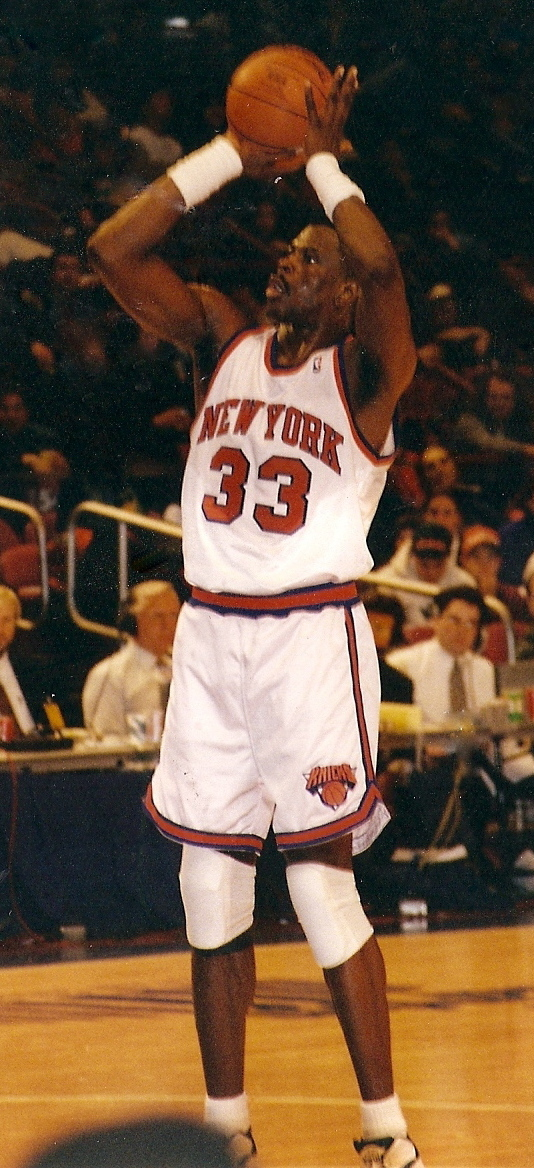
Pat Ewing en 1995

Bien que manquant 32 matchs durant sa première saison, Ewing est nommé rookie de l’année, avec 20 points et 9 rebonds de moyenne. Les Knicks stagnent toujours à 23 victoires. Derrière Patrick Ewing, il n’y a aucun joueur dominant à New York, bien que 7 joueurs ont une moyenne supérieure à 10 points par match. La saison 1986-1987 n’est guère mieux, avec 24 victoires. Ewing manque encore 19 matchs.
C’est l’arrivée de Rick Pitino pour la saison 1987-1988 qui va enfin faire bouger les choses : New York remporte 14 matchs de plus que la saison précédente. Avec seulement 38 victoires, ils arrachent même une place en playoffs. Mark Jackson est nommé rookie de l’année, avec 10,6 passes décisives par match. Jackson devient par la même occasion le rookie le plus bas drafté (en 18e position) de l’histoire de la ligue à avoir remporté ce titre.
Les bons résultats continuent en 1988-1989 avec un record de 26 victoires consécutives à domicile. La saison s’achève sur 52 victoires pour 30 défaites, soit le meilleur ratio depuis l’année du titre de 1973. Mais New York est battu dès le second tour des playoffs par les Bulls de Chicago.
Les Knicks veulent faire venir quelqu’un de puissant pour soutenir Ewing dans la raquette : ils trouvent la solution avec Charles Oakley, transfuge de Chicago en échange de Bill Cartwright. Mais le départ de Rick Pitino pour l’université de Kentucky (remplacé par Stu Jackson) ralentit la progression de l’équipe. New York finit la saison régulière avec 45 victoires, emmené par les 28,6 points de moyenne d’Ewing.
En playoffs face à Boston, les Knicks deviennent la troisième équipe de l’histoire de la ligue à gagner la série après avoir perdu les deux premiers matchs. L’aventure s’achève contre Detroit au tour suivant.
Rien ne s’améliore en 1990-1991, les Knicks finissent avec 39 victoires. Le remplacement de Stu Jackson par John McLeod pendant la saison n’est pas le déclencheur espéré. Après quatre défaites au premier tour, Pat Ewing songe à quitter New York.

### 1991-1995: l’ère Riley
Pour la saison 1991-1992, le nouveau président du club Dave Checkets s’offre un entraîneur de grand standing : Pat Riley, trois fois champion avec les Lakers durant les années 1980, n’a jamais remporté moins de 50 victoires en saison régulière en tant qu’entraîneur. Ewing raconte « Je voulais partir d’ici. On se plantait régulièrement. Et puis l'entraîneur Riley est arrivé. Ça a changé beaucoup de choses ». Riley modifie l'attitude d'Ewing en faisant plus un leader sur le terrain : « Avant, je pensais que faire mon boulot suffisait. Mais apparemment, cela n’était pas le cas. », qui signe par ailleurs une prolongation de contrat de deux ans qui lui fait gagner 9 millions de dollars par saison en 1995 et 1996.
La méthode de Riley porte ses fruits : les Knicks remportent 51 matchs. En plus d’Ewing, Riley peut compter sur John Starks, arrivé la saison précédente, et qui est maintenant le second meilleur marqueur de l’équipe. Starks devient le chouchou des fans grâce à son parcours atypique : il galère plusieurs années dans les ligues mineures avant de trouver sa place en NBA. Cette saison est également la première pour Anthony Mason au sein des Knicks, qui comme Starks devient un favori des fans durant les années 1990. Avec également le renfort de Charles Oakley, l'équipe devient plus accrocheuse et finit par gagner plus souvent des rencontres mal engagées.
La saison des Knicks s’achève au septième match du second tour des playoffs face aux futurs champions : les Bulls de Chicago.
Avant le démarrage de la saison 1992-1993, Mark Jackson est transféré aux Clippers de Los Angeles dans un échange à trois équipes contre Charles Smith et Doc Rivers. Cette saison est excellente : les Knicks remportent 60 matchs, soit la meilleure saison de leur histoire, et font figure de sérieux prétendants au titre. Riley remporte le titre d’entraîneur de l’année. En finales de Conférence, les Knicks remportent les deux premiers matchs de la série face à Chicago. Mais les Bulls de Jordan remportent les quatre matchs suivants.
Le départ à la retraite de Jordan durant l’été 1993 fait des Knicks l’un des favoris pour la saison 1993-1994.
En décembre le meneur Doc Rivers se blesse au genou pour la saison, mais les Knicks font venir Derek Harper en provenance de Dallas pour le remplacer, en échange de Tony Campbell.
Avec une défense de fer, n’accordant que 91,5 points en moyenne aux adversaires (le quatrième plus faible total depuis l’instauration de l’horloge à 24 secondes), les Knicks remportent 57 victoires.
En 1993-1994, Patrick Ewing, Charles Oakley et John Starks (pour la première fois de sa carrière) sont nommés au All-Star Game de Minneapolis.
Le parcours en play-offs est tumultueux : au premier tour les Knicks battent les voisins du New Jersey en 4 matchs avant de retrouver les Bulls au deuxième tour, qu’ils battent en 7 matchs. Les finales de Conférence se jouent également jusqu’à la septième manche décisive, que les Knicks remportent face aux Pacers de Reggie Miller sur une claquette dunk de P. Ewing.
En finales, Les Knicks rencontrent les Rockets de Houston. La série est très disputée mais finalement remportée par Houston au terme d’un septième match très disputé. John Starks est notamment contré à deux reprises à la fin du match par Hakeem Olajuwon, qui empêche New York de prendre l’avantage dans ce match. Starks avait été contré a la dernière seconde du sixième match par Olajuwon, alors qu'il tentait le tir pour le titre (il demande par la suite à Ewing s'il était démarqué et celui-ci lui dit qu'il était complètement ouvert).
En 1994-1995, les Knicks finissent seconds de la Conférence Est derrière le Magic d'Orlando, avec 55 victoires.
Durant les play-offs, New York affronte Indiana. Le premier match de la série est mémorable, sûrement le plus grand moment de la rivalité Knicks / Pacers, le premier rôle revenant à Reggie Miller, le bourreau des Knicks. Alors que New York a une avance de 6 points à la fin du match, Reggie Miller marque 8 points dans les 16 dernières secondes du match.
La série va jusqu’à la septième manche décisive, où Patrick Ewing manque un lay up susceptible de faire revenir les Knicks à égalité dans les dernières secondes du match. Si la défense porte les Knicks en saison régulière, la difficulté à marquer en play-offs est fatale pour les Knicks.
Pat Riley démissionne le lendemain des finales NBA pour rejoindre le Heat de Miami. Don Nelson, l’ancien entraîneur des Warriors de Golden State, reprend les rênes de l’équipe.

### 1995-1998: toujours placés, jamais gagnants

Logo durant la période de 1995 à 2011

La saison 1995-1996 est mouvementée par certains transferts : Charles Smith, Herb Williams et Doug Christie quittent l’équipe. Mais l’entente entre Nelson et certains joueurs tend l’atmosphère du club, Nelson quitte le club en mars. Il est remplacé par Jeff Van Gundy, assistant de longue date à New York.
Patrick Ewing est toujours le meilleur marqueur de l’équipe, bien secondé par Anthony Mason, qui avec 42 minutes par match est le joueur qui joue le plus par match dans la ligue. Plus surprenant, Mason, ailier fort, est le meilleur passeur de l’équipe avec 4,2 passes décisives par match.
La saison des Knicks se termine en play-offs face aux inarrêtables futurs champions, les Bulls de Jordan.
Durant l’intersaison, Anthony Mason est échangé aux Hornets de Charlotte contre Larry Johnson. Allan Houston rejoint également les Knicks en tant qu’agent libre, avec un contrat aussi extravagant qu’encombrant de 56 millions de dollars sur six ans.
L’arrivée de Chris Childs et Buck Williams complète une équipe qui gagne dix matchs de plus que la saison précédente, avec 57 victoires pour 25 défaites, soit le troisième meilleur résultat de l’histoire de la franchise, pour la première saison complète en tant qu’entraîneur de Van Gundy. John Starks est élu meilleur sixième homme de la ligue.
Après avoir battu les Hornets au premier tour des play-offs, les Knicks prennent une avance de trois victoires à une face au Heat de Miami durant le second tour. Mais lors du cinquième match, une bagarre éclate entraînant la suspension de quatre joueurs new-yorkais. Le Heat remporte les trois manches suivantes et s’adjuge la série.
Les chances de succès pour la saison 1997-1998 sont grandement remises en cause quand Patrick Ewing se blesse le poignet gauche à la fin décembre, mettant un terme à sa saison. Mais là où tout le monde s’attendait à un écroulement de l’équipe, Allan Houston et Larry Johnson haussent leurs niveaux de jeu pour conduire les Knicks à un bilan respectable de 43 victoires, assurant une septième place qualificative pour les play-offs, pour affronter le Heat de Miami au premier tour. Déjouant tous les pronostics, les Knicks éliminent leurs rivaux, prenant au passage leur revanche sur la saison passée. Mais le retour d’Ewing ne permet pas à New York de passer le second tour face aux Pacers de l'Indiana.

### 1998-1999: l’incroyable saison
L’intersaison 1998 est marqué par deux transferts majeurs : le talentueux Latrell Sprewell, indésirable à Golden State après avoir tenté d’étrangler son entraîneur la saison passée, arrive en échange de John Starks. Le vieillissant Charles Oakley est quant à lui échangé contre Marcus Camby, un jeune intérieur longiligne et prometteur mais fragilisé par les blessures.
Durant la saison 1998-1999 raccourcie par la grève des joueurs, les Knicks se qualifient de justesse pour les play-offs avec un bilan final de 27 victoires pour 23 défaites. Les analystes donnent peu de chances aux Knicks face au premier de la Conférence Est, le Heat de Miami.
Mais à la surprise générale, la série va jusqu’au cinquième match, remporté grâce à un exploit d’Allan Houston qui marque d'un tir en extension dans les 4 dernières secondes du match, ne laissant que 0,8 seconde au Heat pour tenter un dernier tir que Porter ne rentre pas.
Le second tour, face aux Hawks d'Atlanta, n’est qu’à un sens : les Knicks balayent les Hawks en quatre manches, pour retrouver les Pacers de l'Indiana en finales de Conférence.
Les chances des Knicks sont encore plus amoindries quand Ewing doit mettre un terme à sa saison lors du second match des finales des Conférences, à cause d’un tendon d'Achille partiellement déchiré. Les Knicks mènent la série deux manches à un grâce à une action à 4 points (panier à 3 pts plus la faute) de Larry Johnson dans les derniers instants du match. Les Knicks s’imposent finalement en six manches, pour accéder aux finales NBA face aux Spurs de San Antonio.
Sans Patrick Ewing, et avec un Larry Johnson limité par une blessure au genou, les Knicks sont battus en cinq manches par les Spurs menés par le duo d’intérieurs Duncan-Robinson.
New York est la première équipe classée huitième en playoffs à atteindre les finales NBA. Certains commentateurs considèrent a contrario que l'équipe est l'une des formations les plus difficiles à regarder jouer, à avoir atteint la finale des playoffs de la NBA.

### 1999-2003: l’après Ewing
En 1999-2000, malgré l’apport limité de Patrick Ewing qui ne joue que 60 matchs, les Knicks remportent 50 victoires, synonyme de deuxième place dans la Conférence Est. Après avoir rapidement disposé de Toronto au premier tour, New York affronte pour la quatrième année consécutive le Heat de Miami, qu’ils éliminent en sept manches. Mais les Knicks sont battus par les Pacers en six manches lors des finales de Conférence.
Durant l’été 2000, l’emblématique Patrick Ewing est transféré dans un échange à quatre équipes aux SuperSonics de Seattle. Plutôt que de laisser Ewing prendre sa retraite à New York, le General Manager Scott Layden préfère échanger Ewing, dans sa dernière année de contrat, pour récupérer quelques joueurs en échange. Mais aucun des trois joueurs (Glen Rice, Luc Longley et Travis Knight) obtenus n’aura un impact significatif à New York.
Pour leur première saison en seize ans sans Patrick Ewing, les Knicks remportent 48 victoires. Mais pour la première fois en dix ans ils ne dépassent pas le premier tour des play-offs, en étant battus en cinq manches par les jeunes Raptors de Vince Carter.
La saison 2001-2002 débute difficilement, et Van Gundy démissionne après dix-neuf matchs alors que l’équipe a un bilan de dix victoires pour neuf défaites. Don Chaney est alors nommé entraîneur. Les résultats sont catastrophiques et New York manque les playoffs pour la première fois en quinze ans. Marcus Camby, qui a manqué la majeure partie de la saison sur blessure, est transféré aux Nuggets de Denver contre Antonio McDyess.
La malchance s’en mêle, et McDyess, auteur d’une présaison très prometteuse, se blesse dans le dernier match de préparation et doit manquer la saison complète. Le départ catastrophique en saison pénalise la franchise dans la course aux play-offs, qui ne finit qu’avec 37 victoires pour 45 défaites. De nombreux fans demandent la tête de Layden, qu’ils considèrent comme responsable de la débandade actuelle. Durant l’intersaison 2003, Sprewell est transféré dans un échange à trois équipes à Minnesota, New York récupère Keith Van Horn.

### 2003-2008: la prise de pouvoir d'Isiah Thomas

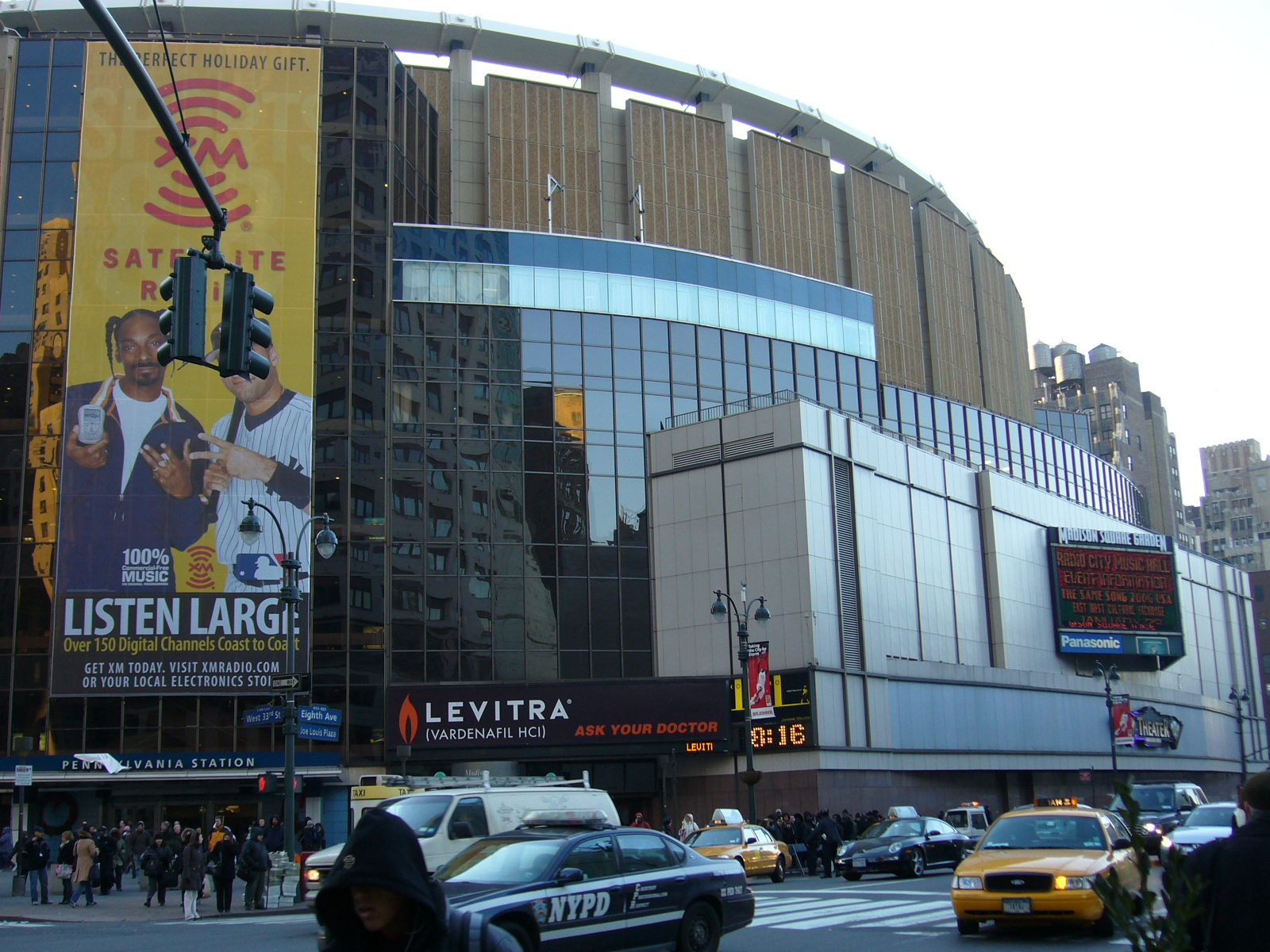
Le Madison Square Garden en 2005

La saison 2003-2004 démarre presque aussi mal que la saison précédente. Layden est finalement débarqué et Isiah Thomas est nommé General Manager. Thomas a déjà été le General Manager des Raptors lors de leur arrivée en NBA. Thomas remodèle alors entièrement l’équipe, avec notamment McDyess qui est échangé à Phoenix contre Stephon Marbury. Thomas met également un nouvel entraîneur à la tête de l’équipe : le légendaire Lenny Wilkens, l’entraîneur avec le plus grand nombre de victoires de l’histoire de la NBA, qui a lui-même grandi à New York. Thomas continue les transferts en échangeant Van Horn aux Bucks de Milwaukee contre Tim Thomas et en acquérant Nazr Mohammed en provenance d’Atlanta. Qualifiés surprise pour les playoffs, les Knicks sont rapidement balayés par leurs voisins du New Jersey.
À l’intersaison 2004, les Knicks signent Jamal Crawford, pour former un trio d’arrière intéressant avec Allan Houston et Stephon Marbury. L’effectif est néanmoins surchargé de joueurs surpayés avec des longs contrats, et Isiah Thomas ne semble pas inverser la tendance en échangeant le jeune Nazr Mohammed aux Spurs contre le vieillissant Malik Rose qui a encore un contrat long de quatre ans.
Les mauvais résultats poussent Lenny Wilkens à démissionner, et Herb Williams, l’entraîneur intérimaire jusqu’à la fin de la saison, ne permet pas à l’équipe de s’améliorer. Les Knicks manquent les playoffs pour la troisième fois en quatre ans.
En juillet 2005, Larry Brown, New Yorkais d'origine, devient le 22e entraîneur des Knicks. Il est nommé à la suite de son titre de champion NBA avec les Pistons de Detroit en 2004 et du doublé manqué d'une manche la saison suivante. Alors qu’Allan Houston, trop gêné par sa blessure au genou, annonce sa retraite sportive, Isiah Thomas se lance dans une vaste opération de renouvellement de l’effectif. La draft 2005 est l’occasion de choisir Channing Frye (en huitième position) et David Lee (30e). Kurt Thomas est envoyé à Phoenix en échange de Quentin Richardson et des droits de Nate Robinson drafté par les Suns en 21e position. Isiah Thomas échange également trois joueurs (Tim Thomas, Michael Sweetney et Jermaine Jackson) plus leur premier choix de draft 2006 contre le prometteur pivot des Bulls, Eddy Curry. Si en termes de talent les Knicks semblent gagnants, le pari est risqué, Curry ayant souffert de battements du cœur irréguliers lors des playoffs précédents. Les Bulls préfèrent se séparer de leur pivot plutôt que de prendre le risque d'un contrat à long terme.
Après un départ difficile, les Knicks explosent en vol durant le mois de décembre 2005 qu’ils terminent avec deux victoires pour douze défaites. Auteur d’un mois de janvier plus équilibré, la franchise réalise un mois de février cauchemardesque avec onze défaites au compteur. Antonio Davis est alors échangé contre Jalen Rose des Raptors de Toronto.
Lors du All-Star Game, Nate Robinson remporte le concours de dunks et Quentin Richardson atteint les finales du concours de tirs à 3 points.
Juste avant la clôture des transferts, Steve Francis l’arrière All-Star du Magic d'Orlando en mauvais termes avec sa franchise et désireux de changer d'équipe arrive en échange d’Anfernee Hardaway (dont le contrat expire en fin de saison) et Trevor Ariza. En attendant, les Knicks se retrouvent avec deux meneurs très peu complémentaires et une masse salariale s’élevant à plus de 120 millions de dollars ce qui constitue un record. La franchise termine la saison 2005-2006 sur un bilan de 23 victoires pour 59 défaites, soit son plus mauvais résultat depuis 1986. Dernier de la Conférence Est et de la ligue, les Knicks ne participent bien entendu pas aux play-offs. Ces résultats décevants coûtent finalement sa place à Larry Brown au profit d'Isiah Thomas, ce dernier cumulant pour la saison 2006-2007 les fonctions d'entraîneur et de manager général.
Le 16 décembre 2006, lors de la rencontre opposant les Knicks de New York aux Nuggets de Denver au Madison Square Garden une bagarre générale éclate alors qu'il restait moins de deux minutes de jeu et que le sort de la partie était déjà joué (119 à 100 pour Denver). L'altercation commence à la suite d'une faute grossière de Mardy Collins sur J. R. Smith parti en contre-attaque, les deux joueurs en viennent aux mains, puis le reste des joueurs, Nate Robinson et J. R. Smith se battent même dans les tribunes. La tension retombe après l'intervention de la sécurité et de certains joueurs qui tentent de calmer les esprits, c'est alors que Carmelo Anthony assène un coup de poing au visage de Mardy Collins, son coéquipier Jared Jeffries tente de faire justice lui-même mais les joueurs et la sécurité l'en empêche évitant que la situation ne dégénère. Certains médias accusent l'entraîneur des Knicks Isiah Thomas d'avoir demandé à ses joueurs de durcir la fin de match car les Nuggets conservent leur cinq majeur jusqu'à la fin pour humilier son équipe.
Finalement dix joueurs sont expulsés par les arbitres, cette affaire rappelle une autre rixe entre Ron Artest et Ben Wallace. À l'époque Artest avait été suspendu pour le reste de la saison.
Quelques jours plus tard la NBA sanctionne Carmelo Anthony de 15 matchs de suspension, Nate Robison et J. R. Smith de 10 matchs, ainsi que 6 et 4 respectivement pour Mardy Collins et Jared Jeffries.
Le soir de la draft 2007 les Knicks de New York échangèrent Steve Francis et Channing Frye contre Fred Jones, Zach Randolph, Dan Dickau et un second tour de draft des Trail Blazers de Portland. Les Knicks se débarrassent ainsi du contrat très gênant de Steve Francis, mais récupèrent un contrat tout aussi gênant avec Zach Randolph qui possède même un contrat plus long.
Malgré cette acquisition, la saison des New Yorkais est encore plus catastrophique que la précédente, ils terminent à la 14e place de la conférence Est avec un bilan plus que décevant de 23 victoires pour 59 défaites. Dans cet élan de médiocrité, seuls quelques joueurs de l'équipe émergent : Jamal Crawford, auteur de sa meilleure saison statistique, David Lee et Nate Robinson, continuant leur progression et le rookie Wilson Chandler, auteur de belles performances en fin de saison. Durant le mois d'avril, Isiah Thomas est consécutivement démis de ses fonctions de président des opérations basket, puis d'entraîneur. Il reste malgré tout dans l'équipe technique.

### 2008-2010: l'après Isiah Thomas
Isiah Thomas parti, c'est Donnie Walsh, ancien GM des Pacers de l'Indiana, qui prend la tête des opérations basket des Knicks. En mai 2008, c'est Mike D'Antoni, désireux de quitter les Suns de Phoenix, qui est engagé en tant qu'entraîneur.
À la recherche d'un meneur lors de la draft, le duo Walsh-d'Antoni sélectionne finalement Danilo Gallinari, jeune ailier italien de 19 ans. À l'annonce du nom du joueur, certains fans se mettent à le huer, sans doute à cause du fait qu'ils ne le connaissaient pas, ou peu, et qu'ils s'attendaient à la sélection d'un meneur.
Durant l'intersaison, Donnie Walsh annonce clairement son intention de prendre son temps vis-à-vis des transferts, c'est ainsi que durant l'été Les Knicks ne recrutent que les meneurs agents-libre Chris Duhon et Anthony Roberson, et obtiennent Patrick Ewing Jr. des Rockets de Houston, le fils de Patrick Ewing, contre les droits de Frédéric Weis, drafté au premier tour en 1999.
Après un début laborieux, les Knicks reprennent du poil de la bête au début du mois de décembre 2009 et restent en course pour les play-off. Mais c'est finalement loupé. Les Knicks finissent la saison avec encore une fois un bilan négatif. Cependant, il a pu être constaté quelques progressions dans l'effectif. Tout d'abord David Lee, même s'il est annoncé partant, a confirmé qu'il était bien le leader de son équipe, Danilo Gallinari, lui a explosé en finissant la saison avec 15,3 points par match, Bill Walker a lui montré qu'il pouvait bien aider l'équipe et le jeune Toney Douglas, finit la saison avec une moyenne de 8,2 points par match. New York possède donc déjà une bonne ossature de jeunes prometteurs.

### 2010-2017: l’ère Carmelo Anthony

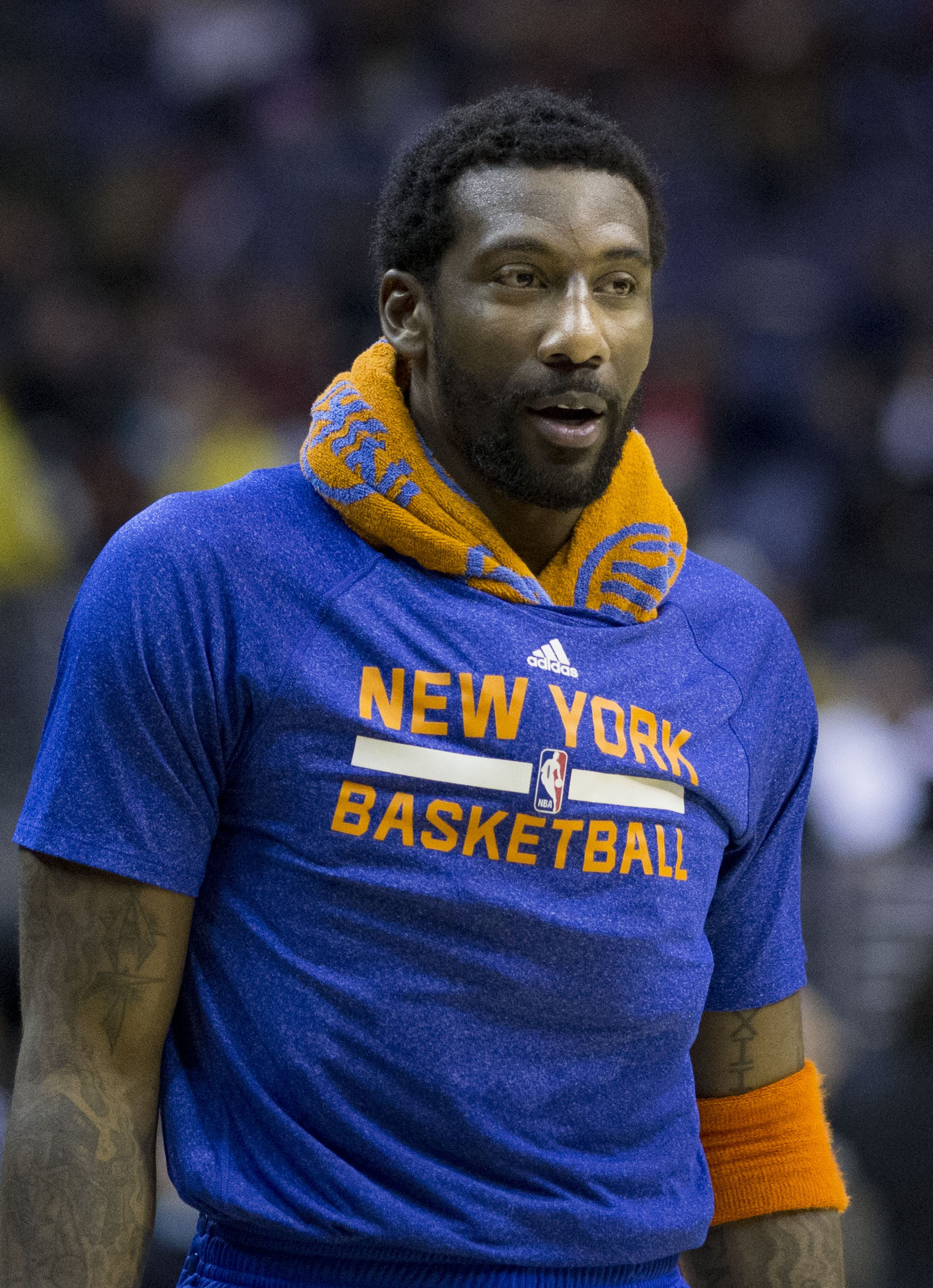
Amar'e Stoudemire s'engage avec New York lors de la saison 2010-2011.

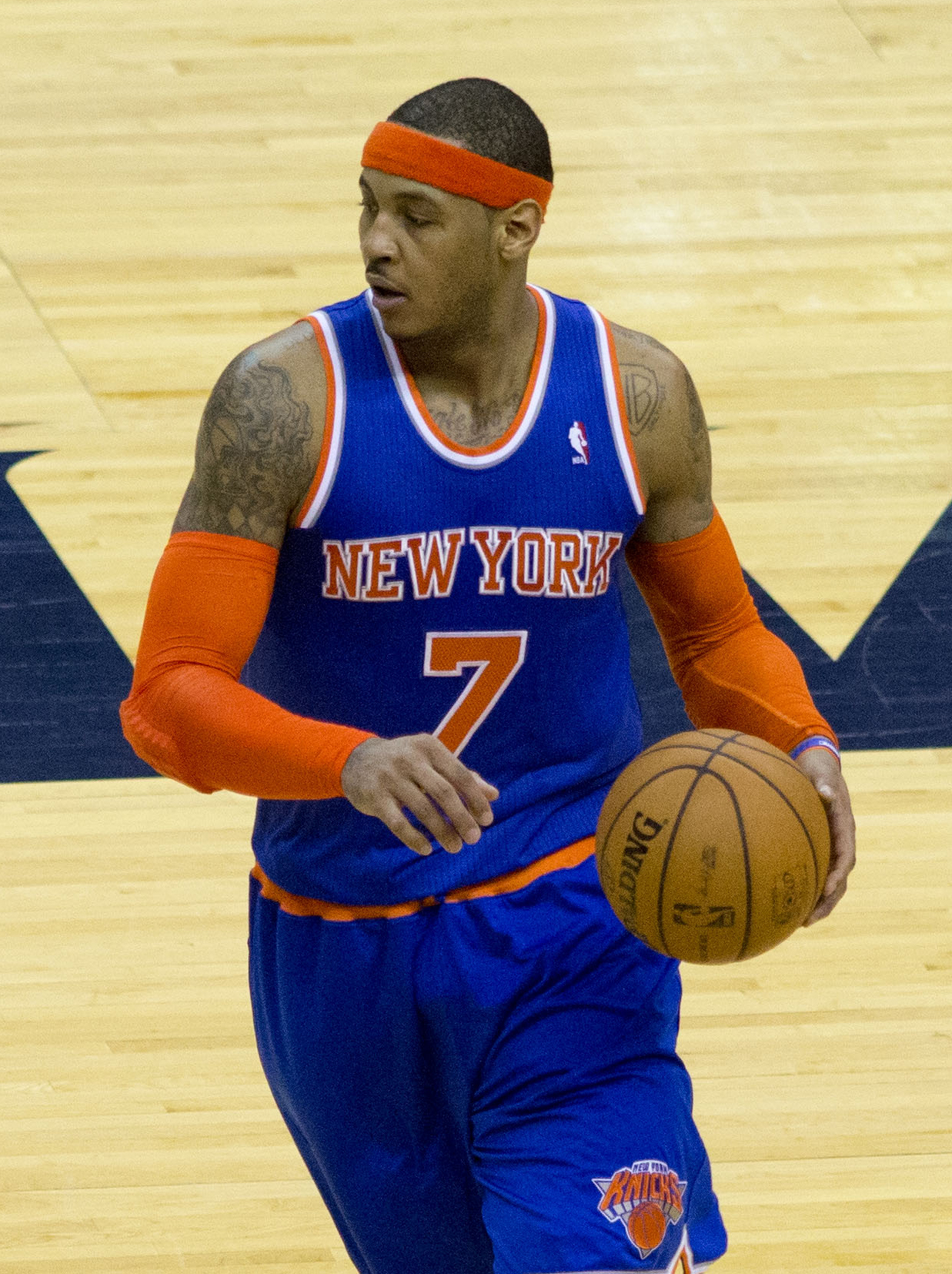
Carmelo Anthony signe un contrat chez les Knicks en 2011.

À défaut d'avoir réussi à attirer le MVP LeBron James, les Knicks signent Amar'e Stoudemire, un des agents libres les plus côtés de l'intersaison 2010. Ils engagent aussi le meneur Raymond Felton et le pivot français Ronny Turiaf. Ils doivent cependant laisser partir David Lee à Golden State. Les Knicks possèdent désormais une équipe jeune et talentueuse, qui se bat pour une qualification en playoffs. Mais, leur appétit continue, en février 2011, après des mois de négociations et de rumeurs, les Knicks obtiennent Carmelo Anthony et Chauncey Billups dans un échange à trois équipes (New York, Denver et Minnesota) et treize joueurs (records NBA égalé). Dans ce transfert, les Knicks perdent certes beaucoup de jeunes joueurs et/ou talentueux (Wilson Chandler, Danilo Gallinari, Raymond Felton et Timofeï Mozgov, tous partis à Denver), mais ils récupèrent aussi deux joueurs multiples All-Star (Chauncey Billups et Carmelo Anthony, qui arrivent de Denver) et ils se débarrassent aussi du gros contrat d'Eddy Curry (parti à Minnesota), signé à l'époque d'Isiah Thomas (2003-2008). Après cette arrivée, il y aura plusieurs rumeurs concernant l'arrivée éventuelle de Chris Paul pour former un 'Big Three (avec Amare Stoudemire et Carmelo Anthony) mais il part aux Clippers de Los Angeles durant l'intersaison 2011.
À la fin de la saison, les Knicks se qualifient pour les playoffs pour la première fois depuis 2004. Mais durant les playoffs, ils doivent cependant faire face aux blessures de leurs joueurs majeurs et subissent un sweep par les Celtics de Boston au premier tour.
Au premier tour de la Draft 2011 de la NBA avec le 17e pick, les Knicks sélectionnent le meneur des Yellow Jackets de Georgia Tech, Iman Shumpert.
La saison NBA 2011-2012 ne démarre que le 25 décembre 2011 pour cause d'une grève générale appelée : Lock-out. Pendant cette période, les Knicks vont se séparer du meneur Chauncey Billups et du Français Ronny Turiaf pour acquérir le meneur Baron Davis et l'intérieur tenant du titre Tyson Chandler.
Malgré une série de sept victoires en milieu de saison (du 4 au 15 février) grâce à la révélation de Jeremy Lin, Mike D'Antoni démissionne le 14 mars 2012 pour divergence sportive après une série de six défaites et il est remplacé par son adjoint Mike Woodson. Les Knicks retrouvent les playoffs mais ils sont battus en cinq matchs par les futurs champions, le Heat de Miami. La complémentarité et l'entente sur le terrain des deux superstars (Amare Stoudemire et Carmelo Anthony) est remis en cause. À l'issue de la saison 2013-2014 et la non qualification des Knicks de New York pour les playoffs 2014, Mike Woodson est remplacé par l'ancien joueur désormais retraité Derek Fisher, notamment champion avec les Lakers de Los Angeles. Phil Jackson rejoint la direction du club dès le début de la saison 2014-2015.
La saison 2014-2015 est une année catastrophique pour l'équipe qui affiche un bilan de 5 victoires pour 31 défaites le 5 janvier 2015. C'est le record du plus mauvais démarrage de l'histoire de la franchise. La franchise finit sa saison avec le pire bilan de son histoire, pour 17 victoires contre 65 défaites. Durant cette saison, de nombreux cadres dont J. R. Smith et Iman Shumpert quittent New York et les Knicks doivent composer avec la blessure de Carmelo Anthony.
La saison 2015-2016 n'est guère meilleure que la précédente pour les Knicks qui ne parviennent pas une nouvelle fois à se qualifier pour les Playoffs, et ce, malgré la bonne saison de Carmelo Anthony (nommé parmi les 5 titulaires du All-Star Game 2016 à Toronto) et la très bonne saison du rookie Kristaps Porziņģis (il termine deuxième aux votes de Rookie de l'année, derrière Karl-Anthony Towns des Timberwolves du Minnesota). Un changement d'entraîneur est effectué avec la signature de Jeff Hornacek sur le banc des Knicks.
En juin 2016, soit deux mois après la fin de la saison régulière, New York annonce le premier trade pour l'année 2016-2017, et non des moindres. En effet, les Knicks font venir Justin Holiday (rookie en 2015-2016) mais surtout le MVP de la saison régulière en 2010-2011, Derrick Rose, tous deux joueurs des Bulls de Chicago en échange de 3 joueurs dont José Calderon et le 2e choix de draft 2017. Il s'ensuit plusieurs signatures d'agents libres, avec les arrivées de Joakim Noah, Brandon Jennings, et Courtney Lee avec des contrats d’une valeur combinée de 127 millions de dollars.
Lors de la saison 2016-2017, l'équipe enregistre un bilan de 31 victoires pour 51 défaites, ce qui ne leur permet pas d'accéder aux playoffs.
Lors de l'intersaison 2017, le Français Frank Ntilikina est sélectionné par l'équipe avec le huitième choix de la draft 2017, en compagnie de Damyean Dotson et Ognjen Jaramaz. Au regard des résultats des années précédentes, Phil Jackson est démis de ses fonctions et les Knicks nomment Scott Perry comme manager général. Les Knicks voient également Carmelo Anthony exiger un transfert, ce qui pose des difficultés, à la fois pour le joueur et la franchise, en raison d’une clause d'intransférabilité insérée dans le contrat d’Anthony, donné par Jackson en 2013. À l’origine, les seules équipes pour lesquelles il renoncerait à sa clause étaient les Cavaliers de Cleveland et les Rockets de Houston. Anthony avait l’intention de rejoindre les Rockets, avec un échange à trois équipes avec les Trail Blazers de Portland, impliquant Ryan Anderson. Néanmoins, le contrat de 60 millions de dollars sur trois ans d’Anderson n’a pas pu être absorbé par l’une ou l’autre des franchises, ce qui amène Perry d’accepter un accord avec le Thunder d'Oklahoma City, après qu’Anthony ait accepté d’élargir sa clause pour inclure le Thunder. Les Knicks reçoivent en échange Enes Kanter, Doug McDermott le 25 septembre 2017, ce qui place Kristaps Porziņģis comme le nouveau franchise player. Les Knicks resignent également Tim Hardaway, Jr. avec un contrat de 71 millions de dollars sur quatre ans, en plus de Michael Beasley. La franchise récupère également Emmanuel Mudiay des Nuggets de Denver.

### 2017-2020: Une reconstruction qui dure
La saison 2017-2018 est encore mauvaise avec un bilan de 29–53 et une 11e place dans la Conférence Est. La saison est marquée par la terrible blessure de Kristaps Porziņģis, qui réalisait une excellente saison, digne d'un All-Star. Les Knicks se sont donc séparés de l’entraîneur Jeff Hornacek. Il est remplacé par David Fizdale qui signe un contrat de quatre ans, et est chargé de réaliser le développement des joueurs et d’améliorer la philosophie de l’équipe.
Le 15 mai 2018, les Knicks sélectionnent Kevin Knox lors de la draft, en plus de Mitchell Robinson avec le 36e choix, et la franchise signe l’ancien choix de draft Mario Hezonja. Ils signent également Noah Vonleh sur un an.
La saison 2018-2019 démarre avec un début de saison pitoyable. Lors d'une rencontre avec Porziņģis, toujours en convalescence, et les responsables de l’équipe, un transfert est immédiatement fait, l'envoyant aux Mavericks de Dallas, avec Courtney Lee et Tim Hardaway, Jr., en échange de DeAndre Jordan, Wesley Matthews, Dennis Smith Jr. et des futurs premiers choix de draft. Les Knicks terminent la saison avec un bilan de 17-65 en saison régulière. La saison marque l’émergence de la recrue non draftée Allonzo Trier, ainsi que la progression de Dotson et Robinson.
Les Knicks possèdent le meilleur pourcentage de chance d'obtenir le premier choix de draft, qui pourrait faire venir Zion Williamson et ainsi créer une tendance positive pour l'équipe en vue de la période d'agents libres. Finalement, ils vont écoper du troisième choix et choisissent R. J. Barrett. L'équipe possédait un montant record de 74 millions de dollars dans l’espace de plafonnement salarial. Cependant, à défaut de signer les énormes stars attendues, l’équipe enregistre six nouvelles signatures, avec Wayne Ellington, Taj Gibson, Marcus Morris, Bobby Portis, Elfrid Payton et Julius Randle.
Le début de la saison 2019-2020 n'est guère meilleur que les précédents, avec un bilan de 7 victoires pour 23 défaites à l'aube de Noël. David Fizdale est renvoyé le décembre 2019, laissant l'intérim à Mike Miller. Le 4 février 2020, Steve Mills est démis de ses fonctions de président, il est remplacé le 2 mars 2020 par Leon Rose. La franchise ne participe, une nouvelle fois, pas aux playoffs à l'issue de la saison régulière.
Lors de l'intersaison, Tom Thibodeau est nommé à la tête de l'équipe, il est réputé pour son côte défensif et sa rigueur de travail. À la draft 2020, l'équipe sélectionne en 8e position Obi Toppin, un des meilleurs scoreur de la cuvée de jeunes joueurs. L'équipe sélectionne également en 25e position le meneur de jeu Immanuel Quickley, plutôt attendu en début de second tour.

### Depuis 2020: Bref retour en playoffs
Avec une intersaison plutôt calme en termes de recrutements avec les seules arrivées de Nerlens Noel, Alec Burks et Austin Rivers lors du marché des agents libres et d'Obi Toppin et Immanuel Quickley lors de la draft 2020, les Knicks commencent la saison 2020-2021 sans la faveur des pronostics, beaucoup de monde leur promettant une saison de reconstruction sous le coaching de Tom Thibodeau et l'une des dernières places de la conférence Est.
Pourtant dès le début de la saison l'équipe affiche un visage inattendu. Elle gagne trois de ses quatre premiers matchs.
Les Knicks montrent le travail réalisé avec leur entraîneur grâce à une grosse défense et une alternance de contre-attaques et d'attaques posées où ils font tourner l'horloge. Cela leur permet d'afficher un bilan de 50 % de victoires après la première partie de saison et d'être à la lutte pour les playoffs.
Au milieu de cette réussite collective certains joueurs s'affirment comme le renouveau de la franchise. R. J. Barrett affiche de gros progrès des deux côtés du terrain, Immanuel Quickley se révèle comme un atout offensif surprenant en sortie de banc et surtout Julius Randle devient le leader de cette équipe grâce à sa transformation sur le plan technique, offensif et défensif. Ses performances lui permettent d'ailleurs d'être sélectionné pour la première fois de sa carrière au NBA All-Star Game 2021.
Désireuse de se renforcer pour la lutte aux Playoffs l'équipe enregistre deux retours chers à l'entraîneur, ceux de Taj Gibson et de Derrick Rose dans un échange avec les Pistons de Détroit. Les deux joueurs retrouvent ainsi l'entraîneur qu'ils avaient connu aux Bulls de Chicago dans le début des années 2010.
L'équipe trouve alors un second souffle, le 4 mai 2021, après leur douzième victoire en treize matchs, ils sont assurés de finir la saison avec un bilan positif, la première fois depuis huit ans, tout en étant alors quatrième de la conférence Est.
Le 12 mai 2021, les Knicks se qualifient officiellement pour les playoffs, une première depuis 2013 mais se font éliminer au premier tour par les Hawks d'Atlanta, 4-1.
Durant l'intersaison 2021, les Knicks conservent l'ossature de l'équipe en re-signant Derrick Rose, Nerlens Noel, Taj Gibson et Alec Burks tout en y ajoutant, d'abord à la draft 2021, Quentin Grimes et Miles McBride puis lors du marché des agents libres, l'arrière français tout juste médaillé olympique Evan Fournier et le multiple All-Star Kemba Walker. Malgré les attentes, les Knicks ne se qualifient pas pour les playoffs en terminant à la 11e place de la Conférence Est.
À l'été 2022, les Knicks recrutent Rick Brunson comme entraîneur adjoint, puis Jalen Brunson, le fils de ce dernier, pour un contrat sur 4 ans et 104 millions de dollars. Les négociations avec Jalen Brunson ayant débuté avant la date limite pour discuter des transferts, la NBA sanctionne les Knicks en leur retirant un choix au deuxième tour de la draft 2025,.
Les Knicks se qualifient pour les playoffs à l'issue de la saison 2024-2025. Ils atteignent la finale de la conférence Est et sont battus par les Pacers de l'Indiana. Thibodeau est licencié à l'issue de la saison.

## Palmarès
- Champion NBA (2) : 1970 et 1973.
- Champion de la Conférence Est (4) : 1972, 1973, 1994 et 1999.
- Champion de la Division Est (3) : 1953, 1954 et 1970.
- Champion de la Division Atlantique (5) : 1971, 1989, 1993, 1994 et 2013.

## Personnalités de la franchise

### Joueurs

#### Trophées individuels

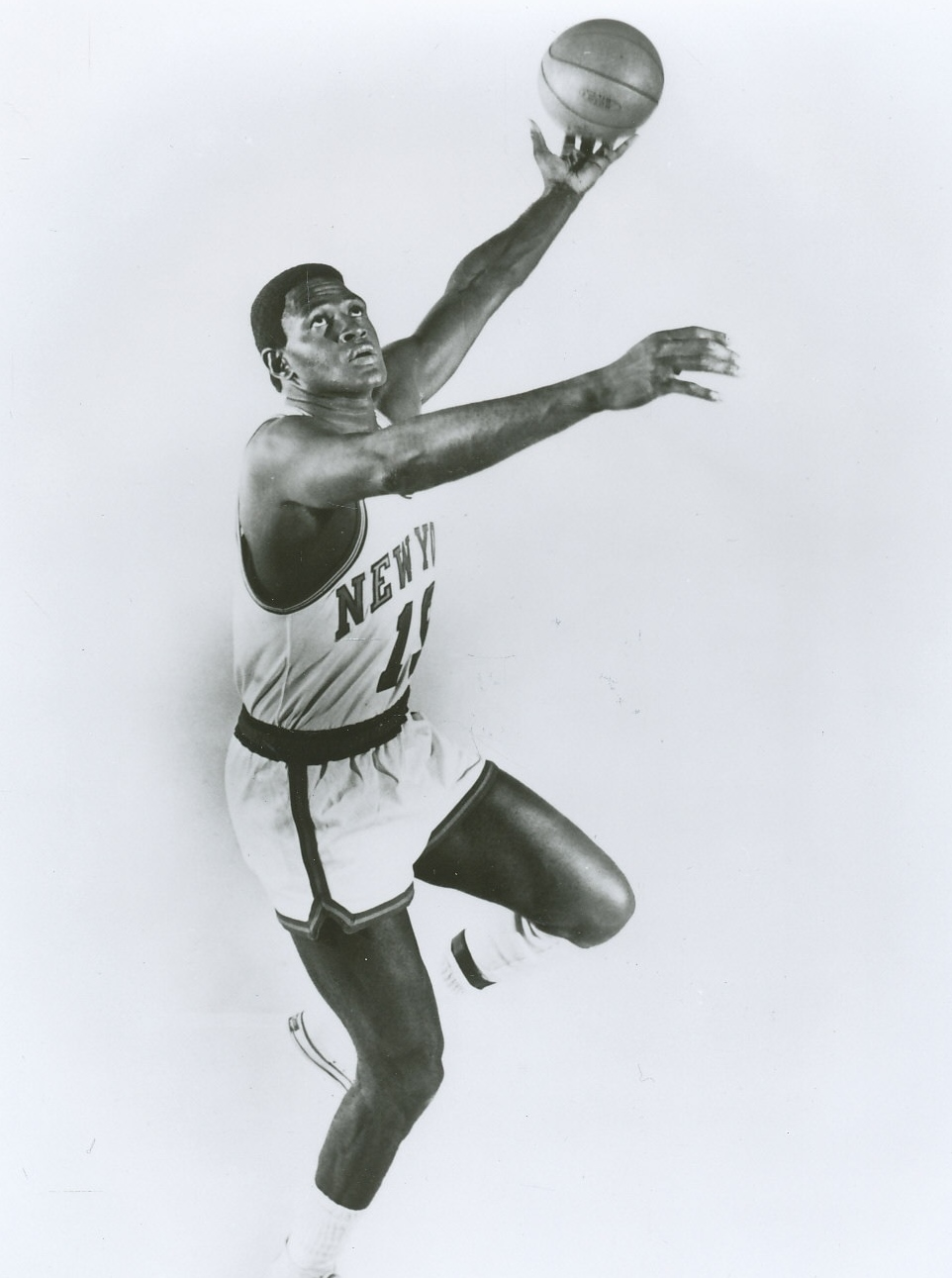
Willis Reed en 1972.

Un seul joueur remporte le trophée de meilleur joueur de la ligue, NBA Most Valuable Player, Willis Reed, lors de la saison 1969-1970, saison où les Knicks remportent le titre NBA à l'issue de Finales NBA disputées en sept manches. Reed, bien qu'absent lors de la sixième rencontre et très handicapé lors de l'ultime match, remporte également le titre de meilleur joueur des finales, National Basketball Association Finals Most Valuable Player Award. Il remporte ce dernier titre une deuxième fois, lors de la victoire des Knicks en cinq manches, de nouveau face aux Lakers de Los Angeles. Willis Reed remporte un troisième trophée lors de la saion 1969-1970 : il est désigné meilleur joueur, All-Star Game Most Valuable Player, du NBA All-Star Game 1979.

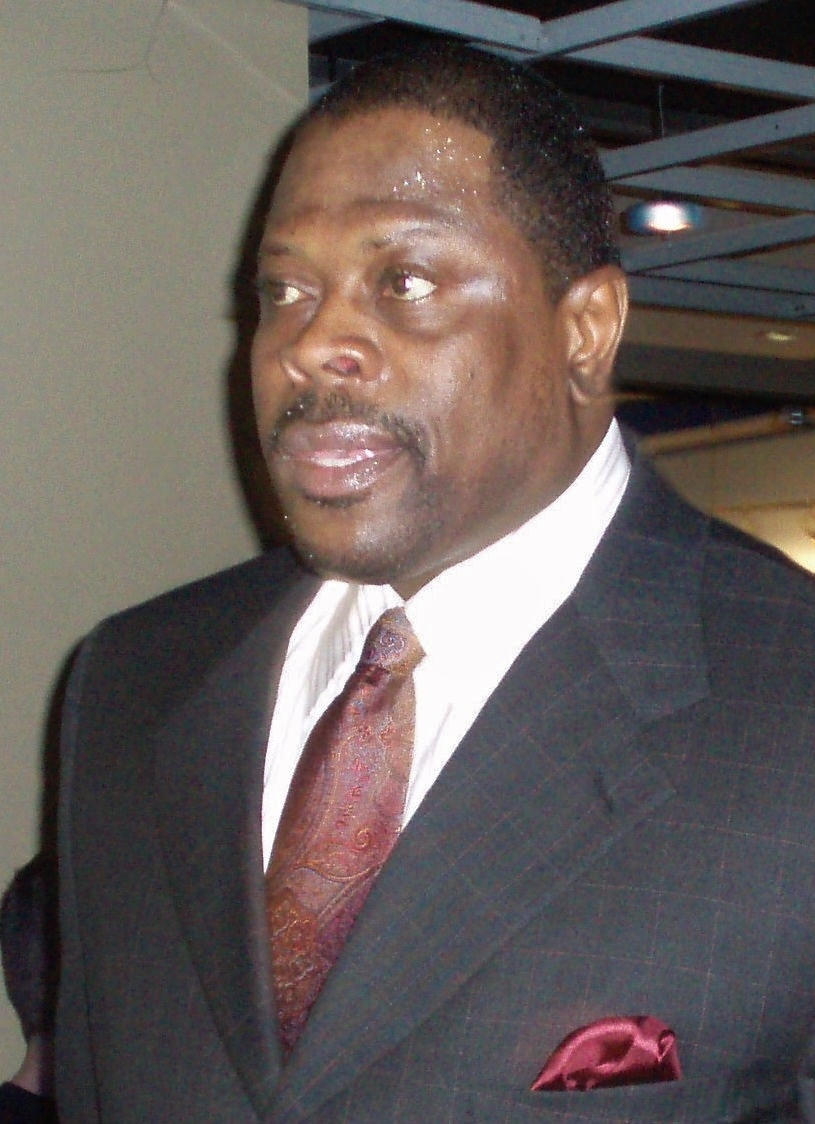
Patrick Ewing

Trois joueurs des Knicks obtiennent le titre de meilleur débutant de l'année, NBA Rookie of the Year : Willis Reed en 1965, Patrick Ewing en 1986 et Mark Jackson en 1988. À ce titre, ils figurent dans le premier cinq des débutants. Les autres joueurs des Knicks à obtenir cette dernière récompense sont Art Heyman en 1964, Jim Barnes en 1965, Howard Komives en 1965, Dick Van Arsdale en 1966, Cazzie Russell en 1967, Walt Frazier en 1968, Phil Jackson en 1968, Bill Cartwright en 1980, Darrell Walker en 1984, Channing Frye en 2006, Landry Fields en 2011, Iman Shumpert en 2012, Tim Hardaway, Jr. en 2014, Kristaps Porziņģis en 2016 et Willy Hernangómez en 2017. Rod Strickland est lui désigné dans le deuxième cinq en 1989.
Harry Gallatin, en 1954, Walt Frazier en 1970, 1972, 1974, 1975, Willis Reed en 1970, Bernard King en 1984, 1985 et Patrick Ewing en 1990 sont les seuls joueurs des Knicks à figurer au sein du premier cinq de la NBA, All-NBA First Team. D'autres joueurs sont désignés dans les deux autres meilleurs cinq NBA : Carl Braun en 1948, 1954, Dick McGuire en 1951, Harry Gallatin en 1955, Richie Guerin en 1959, 1960, 1962, Willis Reed en 1967, 1968, 1969, 1971, Dave DeBusschere en 1969, Walt Frazier en 1971, 1973, Patrick Ewing en 1988, 1989, 1991, 1992, 1993, 1997, Amar'e Stoudemire en 2011 et Carmelo Anthony en 2013 figurent dans le deuxième cinq NBA. Carmelo Anthony et Tyson Chandler sont tous les deux présent dans le troisième cinq NBA 2012.
Tyson Chandler est désigné meilleur défenseur de la ligue, NBA Defensive Player of the Year en 2012. Il ne figure toutefois pas dans le premier cinq défensif de cette saison, terminant dans le deuxième cinq. Il obtient une place au sein de celui-ci la saison suivante. Les autres joueurs figurant dans un meilleur cinq défensif sont Dave DeBusschere en 1969, 1970, 1971, 1972, 1973, 1974, Walt Frazier en 1969, 1970, 1971, 1972, 1973, 1974, 1975, Willis Reed en 1970, Micheal Ray Richardson en 1981 et Charles Oakley en 1994. Patrick Ewing en 1988, 1989, 1992, John Starks en 1993, Charles Oakley en 1998 et donc Tyson Chandler en 2012 figurent dans le deuxième cinq.
Trois joueurs obtiennent le titre de NBA Sixth Man of the Year, meilleur sixième homme de la saison : Anthony Mason en 1995, John Starks en 1997, J. R. Smith en 2013.
| Numéro | Nom du joueur    | Date             |
| ------ | ---------------- | ---------------- |
| 10     | Walt Frazier     | 15 décembre 1979 |
| 12     | Dick Barnett     | 10 mars 1990     |
| 15     | Earl Monroe      | 1er mars 1986    |
| 15     | Dick McGuire     | 14 mars 1992     |
| 19     | Willis Reed      | 21 octobre 1976  |
| 22     | Dave DeBusschere | 24 mars 1981     |
| 24     | Bill Bradley     | 18 février 1984  |
| 33     | Patrick Ewing    | 28 février 2003  |
| 613    | Red Holzman      | 10 mars 1990     |

Huit joueurs se sont vu honorés par la franchise en voyant leur Maillot retiré. Une neuvième personnalité des Knicks se voit ainsi honorer par un numéro retiré : Red Holzman se voit attribuer un numéro 613 pour ses 613 victoires en tant qu’entraîneur avec les Knicks.
Dix-huit joueurs des Knicks sont honorés par une introduction au sein du Basketball Hall of Fame : Tom Gola, joueur des Knicks de 1962 à 1966, est le premier d'entre eux, en 1976. Suivent ensuite Jerry Lucas en 1980, Bill Bradley, Slater Martin et Willis Reed en 1982, Dave DeBusschere en 1983, Walt Frazier en 1987, Earl Monroe en 1990, Harry Gallatin en 1991, Dick McGuire en 1993, Bob McAdoo en 2000, Patrick Ewing en 2008, Richie Guerin et Bernard King en 2013, Dikembe Mutombo et Spencer Haywood en 2015, Tracy McGrady en 2017.
De nombreux joueurs obtiennent des sélections pour le NBA All-Star Game alors qu'ils évoluent sous le maillot des Knicks : Carmelo Anthony, Julius Randle, Vince Boryla, Bill Bradley, Carl Braun, Jalen Brunson, Bill Cartwright, Tyson Chandler, Len Chappell, Nathaniel Clifton, Dave DeBusschere, Patrick Ewing, Walt Frazier, Harry Gallatin, Tom Gola, Johnny Green, Richie Guerin, Allan Houston, Mark Jackson, Bernard King, David Lee, Bob McAdoo, Dick McGuire, Earl Monroe, Willie Naulls, Charles Oakley, Willis Reed, Micheal Ray Richardson, Kenny Sears, Latrell Sprewell, John Starks, Amar'e Stoudemire, Max Zaslofsky. Parmi ceux-ci, Patrick Ewing est le joueur qui compte le plus de sélections avec onze, devant Harry Gallatin, Walt Frazier, et Willis Reed, sept sélections chacun.

#### Statistiques
| Place                                                                                        | Nom du joueur                        | Pays       | Points |
| -------------------------------------------------------------------------------------------- | ------------------------------------ | ---------- | ------ |
| 1er                                                                                          | Patrick Ewing 1985 - 2000            | États-Unis | 23 665 |
| 2e                                                                                           | Walt Frazier 1967 - 1977             | États-Unis | 14 617 |
| 3e                                                                                           | Willis Reed 1964 - 1974              | États-Unis | 12 183 |
| 4e                                                                                           | Allan Houston 1996 - 2005            | États-Unis | 11 165 |
| 5e                                                                                           | Carl Braun 1947 - 1950 / 1952 - 1961 | États-Unis | 10 449 |
| 6e                                                                                           | Richie Guerin 1956 - 1963            | États-Unis | 10 336 |
| 7e                                                                                           | Carmelo Anthony 2010 - 2017          | États-Unis | 10 186 |
| 8e                                                                                           | Earl Monroe 1971 - 1980              | États-Unis | 9 679  |
| 9e                                                                                           | Dick Barnett 1965 - 1973             | États-Unis | 9 442  |
| 10e                                                                                          | Bill Bradley 1966 - 1977             | États-Unis | 9 217  |
| Dernière mise à jour : 15 février 2019 En gras : Joueurs évoluant toujours dans la franchise |                                      |            |        |

Patrick Ewing est le joueur disputant le plus de rencontres de saison régulière avec 1 039, ce qui le place également en tête du classement des minutes disputées avec 37 586. Il devance Walt Frazier, 759 rencontres, Bill Bradley, 742, Carl Braun, 740, Phil Jackson, 732. Grâce à sa fidélité à sa franchise, Ewing domine de nombreuses statistiques : il est le joueur qui totalise le plus de points avec 23 665, de rebonds, 10 759, dont 8 191 défensifs et 2 568 offensifs, uniquement devancé dans cette dernière catégorie par Charles Oakley. Il domine également le total des contres avec 2 758 et d'interceptions, 1 061. Il possède également les records de statistiques plus négatives : il est le joueur concédant le plus de pertes de balles avec 3 321 et possédant le plus de fautes personnelles avec 3 676. Ewing domine les classements du nombre de tirs tentés, 18 224, et réussis, 2 758, et des lancer-francs, tant tentés 6 904 que réussis avec 5 126.
| Statistique                                                                          | Nom du joueur  | Nombre                 |
| ------------------------------------------------------------------------------------ | -------------- | ---------------------- |
| Meilleur marqueur                                                                    | Patrick Ewing  | 23 665 points          |
| Meilleure moyenne Points/Match                                                       | Bob McAdoo     | 26,7 points/match      |
| Meilleur passeur                                                                     | Walt Frazier   | 4 791 passes décisives |
| Meilleure moyenne Passes/Match                                                       | Mark Jackson   | 8,0 passes/match       |
| Meilleur rebondeur                                                                   | Patrick Ewing  | 10 759 rebonds         |
| Meilleure moyenne Rebonds/Match                                                      | Walt Bellamy   | 13,3 rebonds/match     |
| Meilleur contreur                                                                    | Patrick Ewing  | 2 758 contres          |
| Meilleur intercepteur                                                                | Patrick Ewing  | 1 061 interceptions    |
| Meilleur pourcentage au tir                                                          | Tyson Chandler | 63,8 %                 |
| 3 points marqués                                                                     | John Starks    | 982                    |
| Meilleur pourcentage à 3 points                                                      | Hubert Davis   | 44,9 %                 |
| Lancers-francs marqués                                                               | Patrick Ewing  | 5 126 tirs             |
| Meilleur pourcentage au lancer-franc                                                 | Mike Glenn     | 88,6 %                 |
| Matchs joués                                                                         | Patrick Ewing  | 1039 matchs            |
| Dernière mise à jour : 15 février 2019 : Joueurs évoluant toujours dans la franchise |                |                        |

Au classement des points, Ewing domine Walt Frazier, Willis Reed, Allan Houston et Carl Braun. Pour le classement des rebonds, il devance Willis Reed, Charles Oakley, Harry Gallatin et Willie Naulls. Pour les contres, ses suivants sont Bill Cartwright, Marvin Webster, Kurt Thomas et Marcus Camby. Pour les interceptions, Ewing occupe la tête devant Charles Oakley, Micheal Ray Richardson, Ray Williams et Charlie Ward. Le classement du nombre de passes est dominé par Walt Fraier avec 4 791, devant Mark Jackson, Dick McGuire, Carl Braun et Richie Guerin.
Bob McAdoo est le joueur possédant la meilleure moyenne de points marqués avec les Knicks avec 26,7. Deux joueurs de l'effectif de la saison 2013-2014 figurent également dans le top 5 avec Carmelo Anthony et Amar'e Stoudemire, les deux autres membres de ce top 5 étant Bernard King avec 26,5 et Pat Ewing avec 22,8. Walt Bellamy possède la meilleure moyenne pour les rebonds avec 13,3, Willis Reed 12,9, Harry Gallatin, 12,1, Bob McAdoo 12,0 et Willie Naulls 11,7. Mark Jackson est le meilleur passeur avec 8,0, devant Micheal Ray Richardson, 7,1, Raymond Felton, 7,0, Stephon Marbury 7,0 et Chris Duhon 6,5. Patrick Ewing est le meilleur contreur avec 2,7 et Micheal Ray Richardson le meilleur intercepteur avec 2,6.
Pour les performances sur une saison, la meilleure moyenne sur une saison pour les points est l’œuvre de Bernard King lors de la saison 1984-1985 avec 32,9. Pour les rebonds, la meilleure moyenne est détenue par Walt Bellamy avec 16,0 en 1965-1966. La meilleure saison à la passe est l’œuvre de Mark Jackson avec 10,6 en 1987-1988, Micheal Ray Richardson détenant le record avec 3,2 interceptions en 1979-1980 et Patrick Ewing celui des contres avec 4,0 en 1989-1999. Le plus grand nombre de points réussis sur une saison est de 2 347, par Patrick Ewing en 1989-1990. Willis Reed, avec 1 191 rebonds en 1968-1969, Mark Jackson, 868 passes en 1987-1988, Micheal Ray Richardson, 265 interceptions en 1979-1980 et Patrick Ewing, 327 contres en 1989-1990 sont les autres détenteurs des meilleurs totaux sur une seule saison.
Deux joueurs remportent le titre de meilleur marqueur de la ligue : Bernard King lors de la saison 1984-1985 et Carmelo Anthony en 2012-2013.

### Entraîneurs
Vingt-huit entraîneurs ont dirigé les Knicks au cours de leur histoire. Deux obtiennent le titre de NBA Coach of the Year lors d'une saison où ils dirigent les Knicks : Red Holzman lors de la saison 1972-1973 où les Knicks remportent le titre NBA face aux Lakers de Los Angeles après avoir terminé deuxième de la division Atlantique, et Pat Riley en 1992-1993, saison où les Knicks terminent avec le meilleur bilan de la ligue avec les Suns de Phoenix avant de s'incliner en finale de conférence face aux Bulls de Chicago. Riley est l'entraîneur avec le meilleur pourcentage de victoires en saison régulière avec 68 %. Holzman est l'entraîneur comptant le plus de matchs dirigés, gagnés et perdus en saison régulière et en playoffs, ainsi que le meilleur pourcentage de victoires en playoffs avec 55,7 % devant Riley, 55,6 %. Deux autres entraîneurs connaissent un pourcentage de victoires positif en playoffs, Jeff Van Gundy et Joe Lapchick.
| Numéro | Nom            | Période   |
| ------ | -------------- | --------- |
| 1      | Neil Cohalan   | 1947-1947 |
| 2      | Joe Lapchick   | 1948-1956 |
| 3      | Vince Boryla   | 1956-1958 |
| 4      | Andrew Levane  | 1959-1960 |
| 5      | Carl Braun     | 1960-1961 |
| 6      | Eddie Donovan  | 1962-1965 |
| 7      | Harry Gallatin | 1965-1966 |
| 8      | Dick McGuire   | 1966-1968 |
| 9      | Red Holzman    | 1968-1982 |
| 10     | Willis Reed    | 1978-1979 |
| 11     | Hubie Brown    | 1983-1987 |
| 12     | Bob Hill       | 1987-1987 |
| 13     | Rick Pitino    | 1988-1989 |
| 14     | Stu Jackson    | 1990-1991 |
| 15     | John MacLeod   | 1991-1991 |

| Numéro | Nom            | Période       |
| ------ | -------------- | ------------- |
| 16     | Pat Riley      | 1992-1995     |
| 17     | Jeff Van Gundy | 1996-2002     |
| 18     | Don Nelson     | 1996-1996     |
| 19     | Don Chaney     | 2002-2004     |
| 20     | Herb Williams  | 2004-2005     |
| 21     | Lenny Wilkens  | 2004-2005     |
| 22     | Larry Brown    | 2006-2006     |
| 23     | Isiah Thomas   | 2007-2008     |
| 24     | Mike D'Antoni  | 2009-2012     |
| 25     | Mike Woodson   | 2012-2014     |
| 26     | Derek Fisher   | 2014-Fév.2016 |
| 27     | Kurt Rambis    | Fév.2016-2016 |
| 28     | Jeff Hornacek  | 2016-2018     |
| 29     | David Fizdale  | 2018-2019     |
| 30     | Mike Miller    | 2019-2020     |
| 31     | Tom Thibodeau  | 2020-2025     |

## Maillots retirés
Les maillots retirés de la franchise des Knicks sont les suivants :

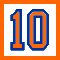
Walt Frazier 1967-1977
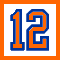
Dick Barnett 1965-1974
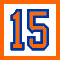
Dick McGuire 1949-1957
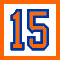
Earl Monroe 1972-1980
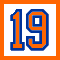
Willis Reed 1964-1974
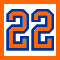
Dave DeBusschere 1969-1974
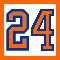
Bill Bradley 1967-1977
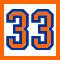
Patrick Ewing 1985-2000
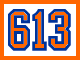
Red Holzman 1967-1977 1978-1982